# E-Type Greatest Hits
E-Type Greatest Hits är en greatest hits-skiva av E-Type, släppt 1999 efter endast tre tidigare släppta album. Förutom kända låtar från de tre tidigare skivorna fanns även låten I'm Falling med, en låt som E-Type gjorde 1993. 
Skivan innehöll två CD-skivor. En med vanliga låtar, och en med remixer.

## Låtlista
CD 1
1. Set the world on fire
2. This Is The Way
3. Do you always
4. So dem a com
5. Russian lullaby
6. Free like a flying demon
7. Calling your name
8. Back in the loop
9. I just wanna be with you
10. You will always be a part of me
11. Angels crying
12. Here I go again
13. Princess of Egypt
14. Hold your horses
15. I'm falling

CD 2
1. This is the way - Waterdreamix
2. Back in the loop - Antiloop snap out of it mix
3. I just wanna be with you - André's boogie buster short
4. Calling your name - Antiloop garage club mix
5. Angels crying - C&N radio edit
6. Russian lullaby - Dogshit le club mix
7. Princess of Egypt - Pinocchio remix
8. Here I go again - Richi's extended version
9. So dem a com - Lori Brune edit
10. Hold your horses - Hartmann / Langhoff club mix
11. Set the world on fire - UK Biff & Memphis remix